# كأس الإمبراطور 2009
كأس الإمبراطور 2009 (باليابانية: 第89回天皇杯全日本サッカー選手権大会) هو الموسم 89 من كأس الإمبراطور. كان عدد الأندية المشاركة فيه 88، وفاز فيه غامبا أوساكا.